# 马克·托内利
马克·林登·托内利（英語：Mark Lyndon Tonelli，1957年4月3日—）原名马克·林登·伦布鲁根（Mark Lyndon Leembruggen），是活跃在20世纪70到80年代的澳大利亚退役仰泳、蝶泳和自由泳运动员，曾在1980年莫斯科奥运会与其他三名队友组建沉着自信四人组拿下的4×100米混合泳接力金牌。托内利临时改游蝶泳，是四人组事实上的队长。澳大利亚政府因苏联入侵阿富汗要求抵抗莫斯科奥运会时，他是澳大利亚运动员争取参赛权利的代言人。
托内利因患哮喘开始游泳，很快就打响名气，年仅16岁便入选澳大利亚队参加1973年世界锦标赛，在200米仰泳项目排第六。1974年他首获全国冠军，在百米仰泳和200米蝶泳项目夺冠，得以前往基督城参加1974年英联邦运动会并获首枚大型国际赛事冠军，拿下百米仰泳金牌和200米仰泳银牌。1975年，托内利在哥伦比亚卡利举办的世界锦标赛获银牌，这是他职业生涯中唯一的全球赛事个人项目奖牌。同年他前往美国阿拉巴马大学就读并参加比赛。他获选到蒙特利尔参加1976年夏季奥林匹克运动会两项仰泳赛事，但竞争激烈未获奖牌。托内利在美国期间游出世界领先成绩，但因违反纪律在1978年英联邦运动会前被澳大利亚队开除。
托内利大学毕业后回国并再度取得奥运会入场券。排除政治障碍后，他的赛程非常繁忙，需要参加两项仰泳、百米自由泳和蝶泳，以及两项接力共六个项目。托内利在个人赛表现平平，只有一项打入决赛。澳大利亚队缺乏蝶泳选手，故派多面手托内利负责混合泳接力赛的蝶泳。他的表现超越个人最好成绩，足以在个人赛拿下银牌，为澳大利亚队最终出人意料地赢得混合泳项目金牌立下汗马功劳。托内利回国后退役，他一共在三个泳姿的比赛中获得11项澳大利亚锦标赛冠军。

## 早年经历
托内利在昆士兰州伊普斯威奇（州首府布里斯班西南方向约40公里）的工薪阶层家庭出生，原名马克·林登·伦布鲁根。父亲林登是荷裔蓝领工人，母亲穆里尔（Muriel）是爱尔兰裔，在昆士兰州政府劳资关系部上班。:238穆里尔怀的是双胞胎，但只生下马克，另一个流产。一家人搬到北部内陆矿业小镇伊薩山，林登在此当矿工。穆里尔与林登离婚并改嫁意大利移民劳工雷纳托·“雷”·托内利（Renato "Ray" Tonelli），继父带着蹒跚学步的马克离开伊萨山前往布里斯班。:20-23他改跟继父姓氏，不过要到18岁才正式改名:58。
托内利的童年与独子无异，同母异父的妹妹出生时他已14岁:238，十年后托内利获知生父再婚，而且还给他增添两个同父异母的妹妹:22。因继父工作影响，一家人经常搬家直到在布里斯班定居:238。托内利的家人对游泳缺乏了解，在其他运动项目也没有优异表现，但妈妈鼓励他游泳来缓解哮喘。托内利游泳第一年就在西区游泳俱乐部对应年龄段比赛拿到第三名，促使妈妈把九岁的他送到百年泳池，拜已有众多弟子入选国家队的名教练约翰·基廷（John Keating）为师，希望儿子成长为奥运会选手。:238托内利自称基本不会游泳:25，十岁时已多次拿到学校嘉年华比赛冠军，11岁在昆士兰州锦标赛百米自由泳少儿组排第七，12岁就在该项目夺冠:238。托内利曾在学校200米自由泳比赛中战胜未来的1500米自由泳世界冠军兼世界纪录保持者史蒂芬·霍兰德（Stephen Holland）:36:212-213，自认这是他最喜欢的比赛:36。霍兰德仅几个月后就首破世界纪录:212-213。
为激励托内利，基廷向他介绍《游泳世界》（Swimming World）杂志上同龄美国男童的最好成绩。托内利不知道美国的泳池只有不过46米，比澳大利亚约短一成，实在想不通为什么美国人这么快。:27-28他自认游泳最重要的动机就是想让父母高兴:31-32。

## 全国和国际首秀
1973年，15岁的托内利前往荷巴特首次参加澳大利亚锦标赛少年组比赛，拿下百米和200米自由泳、200米仰泳冠军。优异成绩为他获得1973年世界水上锦标赛预选资格，他在几个项目均排第四。:238世界锦标赛开始前澳大利亚举办另一组预选赛，为选手提供最后的入选机遇:238。托内利对此表示：“除我以外，大家都知道这不过是让游泳队老实听话的策略”:39。
托内利游完第一轮预选赛后返回布里斯班，在高中参与柔道时拉伤肋骨软骨，伤痛导致他连续四个月不能游仰泳，但在谷地泳池教练约翰·里格比（John Rigby）指导下其他泳姿成绩稳步提升。托内利在最后的预选赛百米和200米仰泳项目均排第二赢得国际首秀资格，仅次于奥运会冠军布拉德·库珀。他在南斯拉夫贝尔格莱德的世界锦标赛200米仰泳项目排第六，東德选手罗兰·马蒂斯（Roland Matthes）夺冠并刷新世界纪录。:238回忆这场比赛托内利自潮：“决赛时我和他人一样落后太远，根本没看见他（指马蒂斯）”:43。
1974年，托内利以59.55秒和2分7.3秒分获全国锦标赛百米仰泳和200米蝶泳冠军，是他首获全国冠军，也是首次参与全国级别高级赛事。托内利还与队友为昆士兰州赢得4×200米自由泳接力和4×100米混合泳接力赛金牌，其中4×200米项目是昆士兰州首度夺冠。这样托内利首次参加澳大利亚锦标赛就在三种泳姿项目夺金。:238

## 英联邦奥运会夺冠
托内利取得前往新西兰基督城参加1974年英联邦运动会的入场券并拿下首枚国际赛事奖牌。他在百米仰泳项目热身赛轻松出线，决赛中又以59.65秒夺金并打破英联邦运动会纪录。:238托内利还以2分9.47秒获200米仰泳银牌，但比冠军库珀要慢三秒多:238, 240。他在200米蝶泳单项淘汰，与队友在4×100米混合泳接力赛打破全国纪录，但还是不敌加拿大队只获银牌:238:440-441。
1975年，托内利获澳大利亚锦标赛百米仰泳、200米仰泳和蝶泳冠军，单项冠军数量超过上年，但成绩退步，分别是59.7秒，2分10.5秒和2分10秒:240。他和昆士兰州队友在混合泳接力赛卫冕:238，随后获选到哥伦比亚卡利参加1975年世界锦标赛。他在200米仰泳预赛排名第一，计划决赛全程勇猛突进。但澳大利亚教练特里·盖瑟科尔（Terry Gathercole）要求他比赛前半截保守表现，以防主要对手马蒂斯和约翰·纳伯（John Naber）跟在身后，利用领先的托内利来节省体力。但格特科尔的战术弄巧成拙，托内利只拿到银牌。:238他在决赛下半断游得更快，这在顶级游泳赛事极其罕见，说明运动员战略失误，比赛结束时他感觉还有大把力气没使上来。托内利从此立誓今后自行决定并坚持比赛策略。:56-57

## 1976年奥运会，赴美求学

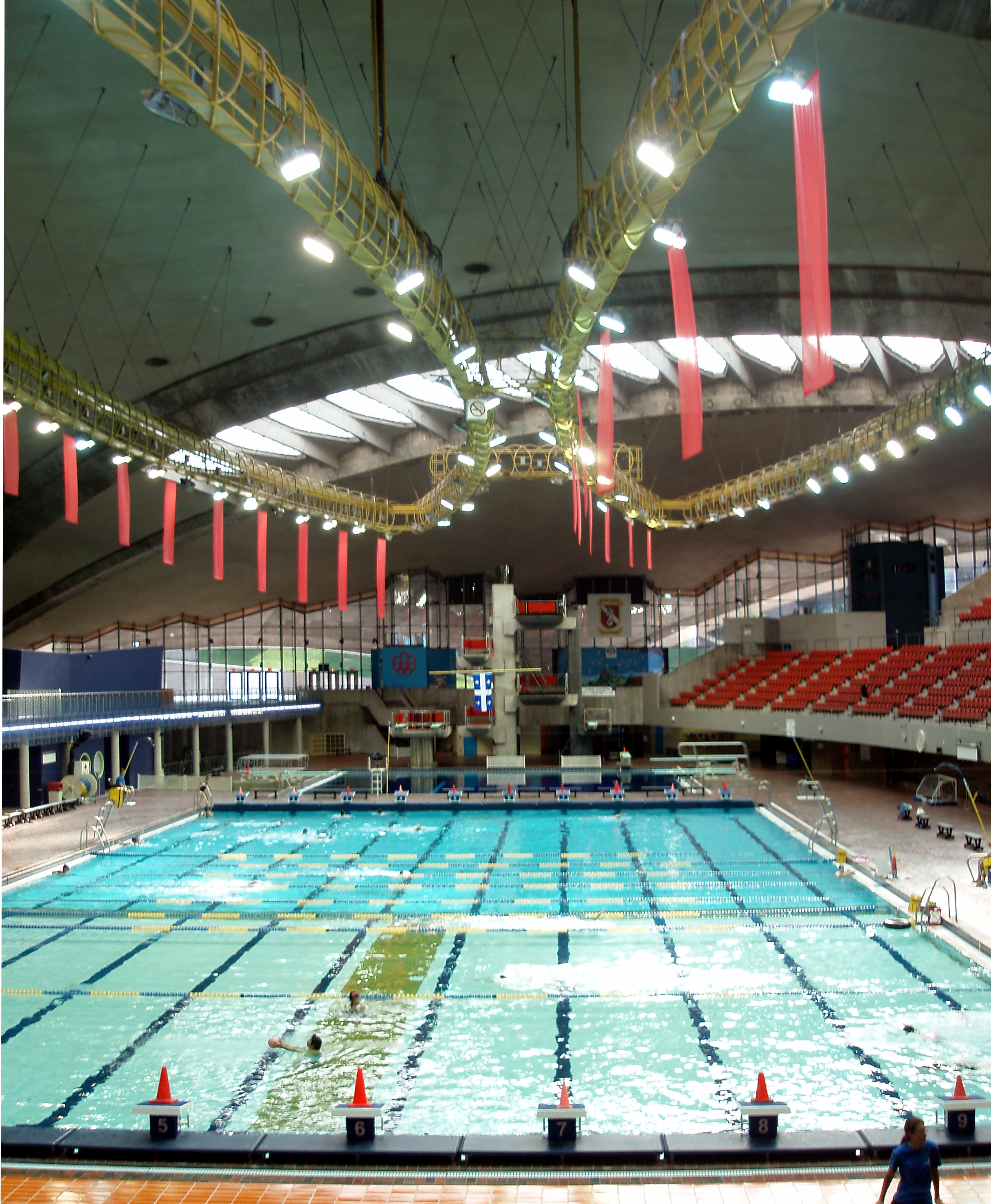
1976年，托内利在蒙特利尔的奥林匹克游泳池（图）比赛

托内利在世界锦标赛结束后放弃史丹佛大學和哈佛大学邀约，接受阿拉巴马大学游泳奖学金，在此可获约翰·甘布里尔（John Gambril）训练:238。代表该校参加游泳比赛前，他在校园跳伞俱乐部活动时遇到空中降落伞故障险些丧命:68-71。他后来取得傳播學和电影文学士学位:238。
父母花钱安排已在阿拉巴马大学就读的托内利回国参加1976年澳大利亚锦标赛，争取入选国家队前往加拿大魁北克省蒙特利尔举办的1976年夏奥会。托内利以58.35秒获百米仰泳冠军，但200米仰泳不敌马克·克里只获银牌。他和克里均入选两项仰泳和4×200米自由泳接力项目。:239
蒙特利尔开赛后，托内利在百米仰泳每轮比赛都排第八。热身赛时他的成绩是58.53秒，在该组排第二，但总成绩第八进入半决赛，比澳大利亚队友格伦·帕钦（Glenn Patching）只快0.01秒；接下来又以58.14秒排在半决赛小组第四，总成绩仍然第八；他的决赛成绩是58.42秒，与奖牌成绩相距甚远，美国选手纳伯以55.49秒夺冠。克里在决赛超过托内利排名第七，所以入选4×100米混合泳接力仰泳选手:236, 240。
托内利在200米仰泳小组热身赛排第二，总成绩第六打入决赛，最后以1.82秒之差无缘奖牌，比冠军纳伯慢近四秒。纳伯不但打破世界纪录，而且首次将纪录缩短到两分以内:239。4×200米自由泳接力赛竞争激烈，澳大利亚队在小组热身赛排名第三，但总成绩只排第九，首轮即遭淘汰:440-441:239，游第二棒的托内利成绩是1分55.94秒。
托尼利奥运会结束后返回阿拉巴马大学并加大训练强度。据他回忆，“教练提供的环境的确更好，我已经习惯压力。无论感觉如何，基本每个周末都要起身比赛，要是在澳大利亚，每年两次都算运气好。”:2391977年，托内利在加利福尼亚州米申维耶霍获美国公开锦标赛百米仰泳冠军，此前澳大利亚选手极少能在美国赛事夺冠:239。

## 国家队除名
托内利1978年继续在美国学习和训练，据他回忆，这段时间他保持最佳表现，训练期间曾在计时赛打破世界纪录。托内利这段时间在部分项目游出北美洲最好成绩，获选到加拿大艾伯塔省埃德蒙顿参加1978年英联邦运动会。:239他参加的五个项目有四个夺冠，赛后聚会大家不醉不休，托内利和队友决定把市中心旗杆上三面巨大的旗帜偷走，分别是加拿大国旗，埃德蒙顿市旗和艾伯塔省旗。结果托内利摔伤住院，手臂打上石膏。:79-82
托内利回到米申维耶霍，顶住手臂伤痛继续训练，然后飞往夏威夷州的澳大利亚队训练营:239，当选游泳队长:79。但是，他与队友克里和乔·迪克森（Joe Dixon）因美国独立日假日期间违反宵禁被澳大利亚队开除:440-441:85。托内利向体育官员承认他当晚喝过酒，还吸过大麻，不过这在夏威夷州完全合法:83-86。托内利事后在澳大利亚电视上坚决否认他和队友参与毒品狂欢的谣传。他承认曾吸食大麻，但这不违法。包括未来总理鮑勃·霍克在内的本土支持者请愿要求恢复三人比赛资格，取得成千上万的签名，但于事无补。:88
国家队其他选手奔赴国际赛场，托内利返回美国，取得美国全国大赛百米仰泳冠军，速度比帕奇的英联邦运动会金牌成绩还快两秒之多:239。在他看来，“袋鼠法庭”的开除决定对他事业影响极大:91，参加比赛的进取心都因此削弱。托内利自认如果能留在国家队，他能获八项英联邦运动会金牌并打破200米仰泳世界纪录。:91

## 1980年夏季奥运会

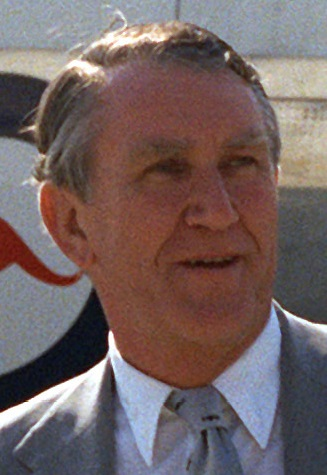
澳大利亚总理马尔科姆·弗雷泽（图）向该国运动员施压，要求他们抵制莫斯科奥运会，托内利带头反对

1979年，托内利在美国锦标赛百米仰泳赛事卫冕失利:240，在大学最后一年的國家大學體育協會锦标赛同一比赛名列第三。就读阿拉巴马大学四年间，他共八次参加全美百米和200米仰泳赛事。:239队友参加友谊赛期间死于滑水事故，托内利随后还是在国家大学体育协会锦标赛获冠。事故发生时托内利正驾驶摩托艇掉头，队友从滑水板落水并被船的螺旋桨打中，最终死于严重割伤和失血过多。:100-102
托内利毕业后回国:43，获1979年澳大利亚锦标赛百米自由泳、蝶泳和仰泳冠军。第二年他以51.8秒和56.64秒卫冕自由泳和蝶泳项目并获得前往莫斯科参加1980年夏季奥林匹克运动会的入选券，还在百米和200米仰泳项目排名第二，仅次于克里，双双取得奥运项目资格。然而，托内利的奥运征程遇上新障碍，苏联入侵阿富汗导致以美国为首的众多西方国家集体抵制奥运会。澳大利亚总理马尔科姆·弗雷泽是澳大利亚奥林匹克委员会的重要赞助人，他和部分公众向运动员施压，要求他们加入抵制。但托内利指出，各国间的贸易关系不会受到任何影响，抵制只会损害运动员的利益。他成为澳大利亚运动员的领导人物，为参加比赛的权利抗争，并将他们的诉求向千家万户广而告之。:239:334据澳大利亚女子游泳队长莉萨·福里斯特（Lisa Forrest）回忆:xiv，托内利以民粹策略捍卫运动员的权利，声称弗雷法总理用小麦和羊毛确保苏联军队衣食无忧，还把澳大利亚金属卖给苏联人制造武器:43，如此行径与反对苏联军事侵略的拟议自相矛盾:43。他在接受媒体采访时抱持同等个人反威权立场:163-164，还与指责运动员是叛徒的兰斯·希尔顿（Lance Shilton）牧师在国家电视台现场辩论:163-164。希尔顿表示同情运动员的处境，但托内利认为对方态度带着施恩于人的傲慢，对此他翻起白眼，还扭动手指，一副想打人的模样:163-164，完全没想到这是电视直播，大家不仅能听到他的话，也能看到他的动作和神态。福雷斯特对此表示“木已成舟——我们的重要反抵制游说人士……举动却如此自作聪明。”:163-164
托内利的莫斯科之行赛程繁忙，报名项目包括百米自由泳、仰泳和蝶泳，还有200米仰泳、4×200米自由泳接力和4×100米混合泳接力:239。他在百米自由泳小组热身赛排第三，以总成绩第四进入半决赛，但52.17秒的半决赛成绩只排到第十，离决赛资格还差0.26秒。如果保持选拔赛上51.8秒的澳大利亚纪录，托内利就能以第六名打入决赛。
托内利在百米仰泳的表现同样不尽人意，他在小组热身赛排名第一，但58.66秒的成绩并不亮眼，在16名进入半决赛的选手中倒数第二。托内利在半决赛的成绩是57.89秒，排名第三打入决赛。:239比赛竞争非常激烈，半决赛第三到第九名只差0.18秒，决赛第三到第七名只差0.35秒，托内利以57.98秒排第七。
托内利对个人赛表现深感失望：“过去12个月我只参加一场大型赛事，而且缺乏竞争优势，简直崩溃”:240。他在200米仰泳热身赛的成绩是2分7.04秒，比上届奥运会要慢四秒之多:240，只排在第15名，比进入决赛的最后一名还慢两秒多。接下来托内利放弃百米蝶泳，专注4×200米自由泳接力:240。他与队友克里、格雷姆·布鲁尔（Graeme Brewer）和罗恩·麦基翁（Ron McKeon）在资格赛以第四晋级，但决赛只排第七:237。托内利在热身赛游第一棒，决赛第二棒。获200米自由泳个人赛铜牌的布鲁尔在决赛第一棒排第三；托内利第二棒的成绩是1分53.47秒，在32名选手中只排第15，澳大利亚队掉到第七；克里和麦克基恩回天乏术，也没有追上领先选手，澳大利亚队最后排第七，与铜牌相差1.52秒:240:440-441。澳大利亚队赛前在4×200米自由泳接力项目排名世界第二， 托内利对赛果非常失望，觉得国家队不该草率认定只需安排最快的四名选手参赛就能获得理想成绩:5-6。

### 接力赛夺冠
4×100米混合泳接力是托内利莫斯科之行的焦点。1960年男子4×100米混合泳接力成为奥运会比赛项目以来，美国队每次都能取胜，所以美国队抵制奥运会让其他国家代表团看到希望。澳大利亚队自项目设立以来的五次奥运会都有参与，最好成绩是在罗马首秀所获银牌，其次是1964年东京奥运会取得铜牌，1972年甚至在热身赛就遭淘汰。外界分析认为澳大利亚队有望获得奖牌，但威胁不大，最受关注的三支队伍分别是瑞典、英国和苏联。:233东道主的仰泳和蛙泳选手都是奥运会银牌得主，蝶泳运动员在百米项目排第五，自由泳选手后来的单项成绩排第四。英国队拥有百米蛙泳金牌得主邓肯·古德休，瑞典的蝶泳和仰泳运动员均已拿下各自百米单项冠军，自由泳选手将在数天后获得百米项目银牌。:233澳大利亚队的牌面实在无法与上述三队相比，尼尔·布鲁克斯因哮喘发作仅在百米自由泳项目排第14:63，四人只有彼得·埃文斯在单项中拿到奖牌，获蛙泳比赛季军:148。克里止步100米仰泳半决赛，托内利临时安排成蝶泳选手:334:234。澳大利亚代表团在1976年奥运会上寸金未获，国民仍在翘首期盼1972年慕尼黑奥运会后的首枚金牌，给运动员带来更大压力:333。1980年奥运会的男子4×100米混合泳接力项目一共只有13个国家参加，澳大利亚队排在第七:212。
瑞典队首轮预赛即遭淘汰，澳大利亚胜率大增。四人组以23岁的托内利年纪最长，他也是事实上的领队。托内利召集其他队员，要求大家承诺把成绩控制在一定时间内；克里发誓要在57秒内完成仰泳，蛙泳选手埃文斯承诺63秒内游完；托内利保证54秒搞掂百米蝶泳，布鲁克斯则在从未快过51秒的情况下决定要以49.8秒为全队收尾。托内利为队伍取名“沉着自信四人组”，其他大部分参赛队员以高昂的姿态走进编组区时，澳大利亚选取手依旧轻松愉快，对入水后的表现充满信心。:334:234
首先入水的克里游得比之前单项赛快，但比个人最好成绩还是要慢两秒。他用57.87秒游完全程，澳大利亚队排名第四。埃文斯接棒后游出63.01秒的个人最好成绩，也是现场蛙泳选手的最好成绩，让澳大利亚队在比赛完成一半时上升到第二位，而且游到50米时几乎与东道主并驾齐驱。第三个入水的托内利以54.94秒游完100米，把个人最好成绩缩短近两秒之多。:234他的两臂力道不均衡，所以采用两臂不同的游泳战术:242，如果个人赛也有如此成绩，托内利就能拿下蝶泳银牌:440-441。他在后50米开始逼近一个身位外的苏联运动员，完成最后的冲刺时只落后不到一米。布鲁克斯的入水强劲而及时，浮上水面时几乎与苏联对手并驾齐驱。50米转向时他取得领先并朝金牌发起最后冲击，苏联自由泳选手虽在距终点25米时一度赶上并超过布鲁克斯，但很快就被反超并拉开距离，最终澳大利亚选手以0.22秒优势夺冠。布鲁克斯以49.86秒游完全程，保住之前向队友的承诺。:63澳大利亚队以3分45.7秒获得该国史上首枚混合泳接力赛金牌:234，托内利赛后表示“我都惊呆了。经过这么多麻烦，我还一度是运动员喉舌，但我们终于做到了！”:240:440-441:3342000年，托内利与三名队友一起因折桂莫斯科获澳大利亚体育奖章。
澳大利亚代表团与澳大利亚政府的关系经过经过持续数月的政治斗争后仍未缓和:213澳大利亚总理一般会向获得奥运会奖牌选手发贺电，但澳大利亚代表团团长菲尔·科尔斯（Phil Coles）在托内利四人夺冠次日的新闻发布会上确认，四位选手没有收到弗雷泽的信息。澳大利亚记者纷纷致电总理办公室，质问弗雷泽为什么不向运动员祝贺。多名政府要员建议总理祝贺四位选手，但弗雷泽不以为然，他在接受电台采访时称：“我希望今后几年不要再出现同类情况，因为他们会为自己前去比赛感到万分懊悔。”:213总理之后让步，办公室于夜间发出电报:213，但他不愿直接发到奥运村，而是发给澳大利亚驻莫斯科大使馆:213。弗雷泽此前命令澳大利亚外交使团不得允许国内奥运会代表团人员进入使馆:202，所以大使馆工作人员只能把装有电报的信封从围栏递给澳大利亚奥运会官员。电报写道：:214“你们都知道我过去和现在都不同意澳大利亚参加本次奥运会。但我承认你们在接力赛中确有了不起的体育成就，对此我个人表示祝贺。”:214托内利等人后来撕掉总理的电报:214。

## 退役
托内利在奥运会结束后退役，他的体型在游泳运动员中比较瘦小，不具备水上运动的体力和体型优势。他身高一米八五，体重七十公斤，手脚都比较细小。托内利自认起步较快，选择的战术有效，能保持一分钟快速体能发挥，所以才能取得这样的游泳成绩。他尽量在比赛前感到紧张，自认这样更有助成长和发挥。:240
托内利在1984年洛杉矶奥运会和1988年汉城奥运会期间担任电视解说:240，并从2004年开始担任澳大利亚天空新闻台游泳解说员。他曾于20世纪80年代在布里斯班脑瘫儿童医院工作，后来又自办游泳学校。托内利参与澳大利亚广播公司《生活方式》（Lifestyle）电视节目，以及游泳和儿童发展电影制作，后来开办计算机公司并经营三年。:24020世纪80年代初，他曾在澳大利亚体育委员会担任一届体育主任:368，提议创办类似国际体育仲裁法庭的运动员上诉仲裁庭，确保“官员对行为负责”:91。当年被国家队开除是他提议设立仲裁庭的重要原因:91。此外，托内利还曾担任房地产经纪人和企业，他和夫人李（Lee）已经正式分居。